# تاشينيات
التاشينيات أو الذباب الرهيف أو الذباب الرقيق أو فصيلة تاكينيدي أو طفيليات دود الفراش (الاسم العلمي Tachinidae)، فصيلة حشرات كبيرة ومتنوعة من الذباب الحقيقي ورتبة ذوات الجناحين، أنواعها عديدة تفوق 8,200 نوع. وفي أمريكا الشمالية وحدها وصف أكثر من 1300 نوع.